# 1916 en bande dessinée
| Années de la bande dessinée : 1913 - 1914 - 1915 - 1916 - 1917 - 1918 - 1919    |
| Décennies de la bande dessinée : 1880 - 1890 - 1900 - 1910 - 1920 - 1930 - 1940 |

Cet article présente les faits marquants de l'année 1916 en bande dessinée.

## Nouveaux albums
Voir aussi : Albums de bande dessinée sortis en 1916
| Sortie | Titre                       | Scénariste | Dessinateur    | Coloriste | Éditeur            |
| ------ | --------------------------- | ---------- | -------------- | --------- | ------------------ |
| ?      | Bécassine pendant la Guerre | Caumery    | Joseph Pinchon |           | Gautier-Languereau |
| ?      | …                           |            |                |           |                    |

## Naissances
- 20 janvier : George Papp, auteur de comics, co-créateur de Green Arrow
- 2 février : Alden McWilliams, auteur de comics
- 9 février : Guido Martina, scénariste de bande dessinée italien considéré comme le plus prolifique auteur de récits Disney en Italie.
- 5 avril : Bernard Baily, auteur de comics
- 11 avril : Irv Novick, dessinateur de comics
- 26 avril : George Tuska, dessinateur de comics
- 30 mai : Mort Meskin, dessinateur de comics
- 21 juin : Jack Sparling, dessinateur de comics
- 25 juillet : Fred Lasswell, auteur de comics
- 13 août : Jim Mooney, dessinateur de comics
- 14 octobre : Bob Oksner, auteur de comics
- 24 octobre : Robert Kahn, dit Bob Kane, dessinateur de comics américain créateur de Batman.
- 27 octobre : Virgil Partch, auteur de comics
- 3 novembre : Harry Lampert créateur de Flash.
- 17 novembre : Alvin Schwartz, scénariste de comics